# Hôtel des Salazes

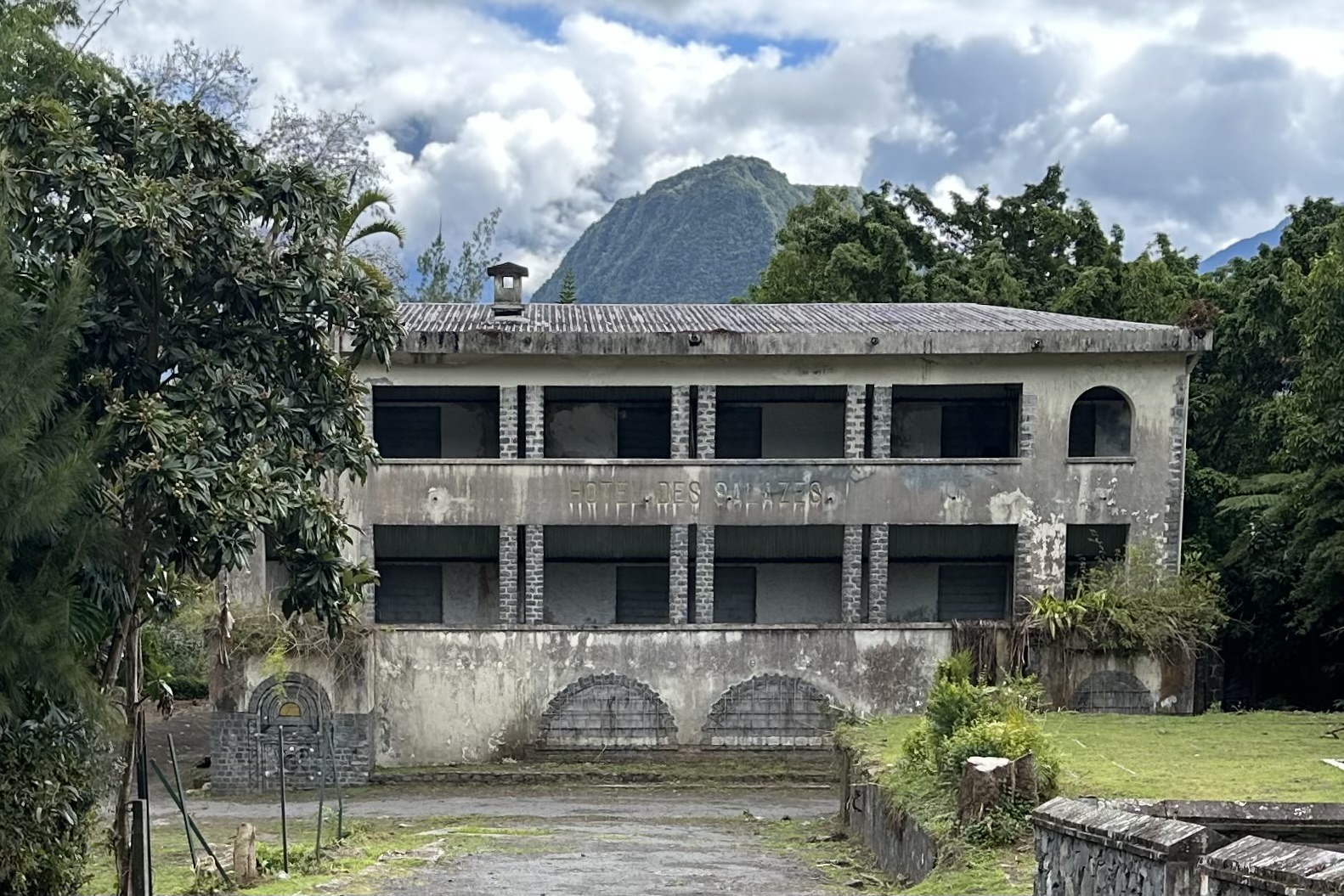
Hôtel des Salazes, 2024

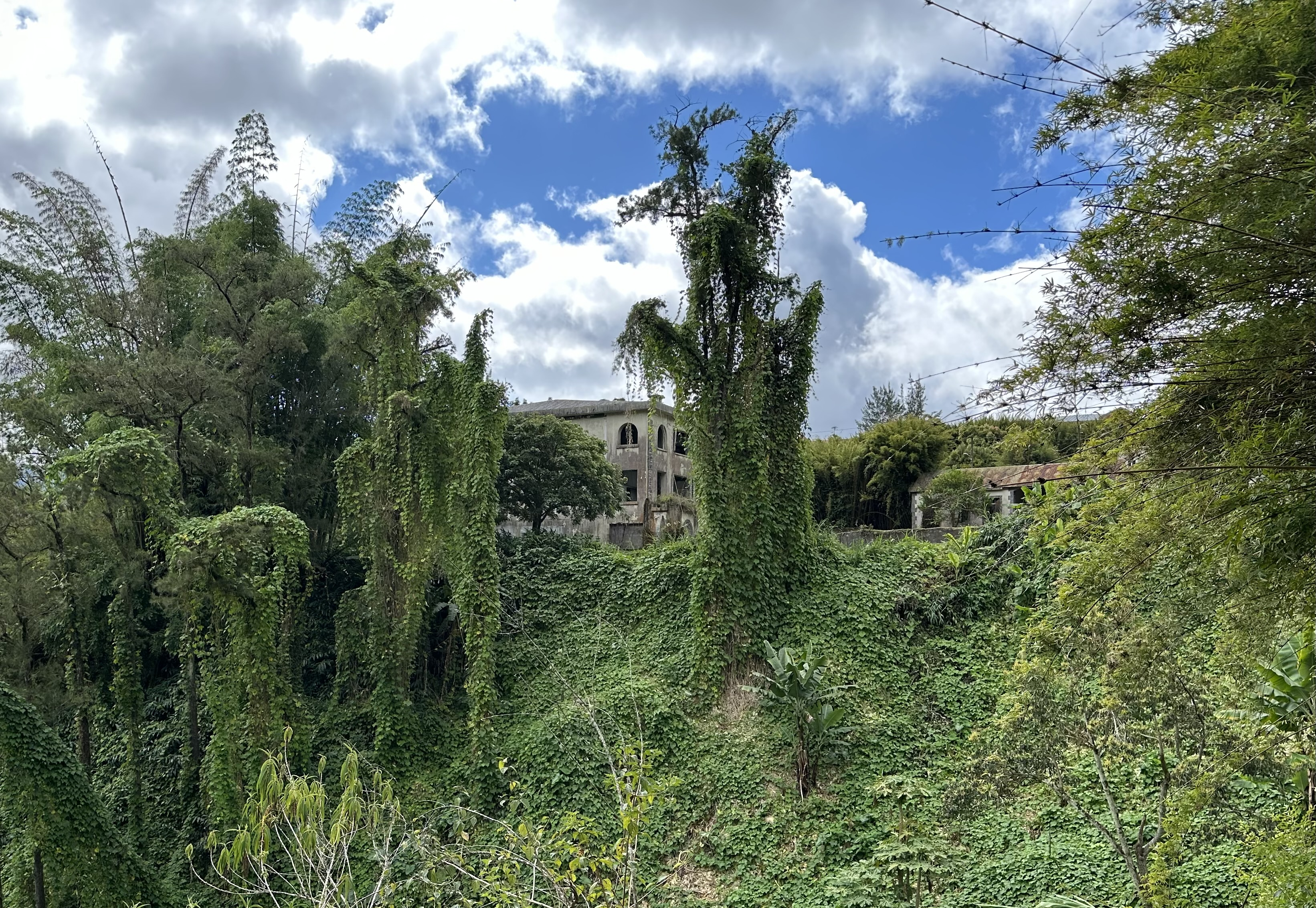
Blick von Westen

Das Hôtel des Salazes ist ein ehemaliges Hotel in der Gemeinde Salazie auf der im Indischen Ozean gelegenen französischen Insel Réunion. Es steht leer und ist sanierungsbedürftig.

## Lage
Das Gebäude befindet sich am westlichen Rand des Dorfes Hell-Bourg, nördlich der Rue du Général-de-Gaulle, westlich der Rue Olivier Manes. Südlich liegt die Gemeindebibliothek Salazie, westlich verläuft der Bras d’Amales.

## Geschichte
Das Gebäude entstand 1860 als Militärkrankenhaus. Im Krankenhaus wurden Matrosen und Soldaten der Garnison behandelt. So wurden hier unter anderem auch die bei der Eroberung Madagaskars Verletzten und Erkrankten versorgt. Südlich entstand ein Nebengebäude, in dem der Chirurg und der Buchhalter lebten. In ihm befindet sich heute die Gemeindebibliothek. Das Krankenhaus wurde 1908 geschlossen und ab 1920 als Hôtel des Salazes genutzt. Seit 1986 steht es leer.